# ناداشد
ناداشد (به مجاری:  Nádasd) یک شهرداری در مجارستان است که در واش واقع شده‌است. ناداشد ۳۵٫۶۰ کیلومتر مربع مساحت و ۱٬۳۴۲ نفر جمعیت دارد.